# Девојка са Космаја
Девојка са Космаја је југословенски филм снимљен 1972. године у режији Драгована Јовановића

## Радња
Рат раздваја двоје заљубљених. Девојка се опредељује за партизане. Ратујући, она трага за својим младићем и коначно сазнаје да припада супротној страни. У једној акцији млади партизан који је у њу заљубљен, да би је заштитио, буде рањен и умире на њеним рукама. Девојка са Космаја, разапета између две љубави, не доживљава ниједну.

## Улоге
| Глумац               | Улога          |
| -------------------- | -------------- |
| Људмила Лисина       | Нина           |
| Михаило Јанкетић     | Мрки           |
| Михајло Костић Пљака | Радован Иконић |
| Никола Симић         | Лисичић        |
| Мило Мирановић       | Геџосав        |
| Стево Жигон          | Мајор Бекер    |
| Љуба Тадић           | Чика Паун      |
| Томанија Ђуричко     | Младенова жена |
| Драгомир Фелба       | Деда Младен    |
| Милан Гутовић        | Младић         |
| Иван Јагодић         | Луле           |
| Иван Јонаш           |                |
| Маријан Ловрић       |                |
| Тамара Милетић       | Милена         |
| Бата Камени          |                |
| Гојко Шантић         | Голуб          |
| Јосиф Татић          |                |
| Танасије Узуновић    | Владан         |
| Власта Велисављевић  | Драгош         |